# 世界公開水域游泳錦標賽
世界公開水域游泳錦標賽，由國際游泳總會主辦，兩年舉辦一屆。公開水域游泳是長距離而且不是泳池內比賽，距離分為5公里、10公里和25公里。
2008年5月3日至8日於西班牙塞維亞所舉辦的第五屆世界公開水域游泳錦標賽，主要是擔任2008年夏季奧林匹克運動會游泳比賽的資格賽。
國際游泳總會於2010年1月的會議後宣布2010年世界公開水域游泳錦標賽為最後一屆於偶數年舉辦的世界公開水域游泳錦標賽，之後將改在奇數年舉行。將創辦世界青年公開水域游泳錦標賽於偶數年舉行。

## 歷屆賽事
| 年   | 項目                     | 舉辦地          |
| ---- | ------------------------ | --------------- |
| 2000 | 5 公里, 10 公里, 25 公里 | 美国 檀香山     |
| 2002 | 5 公里, 10 公里, 25 公里 | 埃及 沙姆沙伊赫 |
| 2004 |                          | 阿联酋 杜拜     |
| 2006 | 5 公里, 10 公里, 25 公里 | 義大利 那不勒斯 |
|      | 5 公里, 1                | 西班牙 塞維亞   |
|      |                          |                 |